# Langerra oculina
Langerra oculina là một loài nhện trong họ Salticidae.
Loài này thuộc chi Langerra. Langerra oculina được Marek Żabka miêu tả năm 1985.